# Gamander-Sommerwurz
Die Gamander-Sommerwurz (Orobanche teucrii) ist eine Pflanzenart aus der Gattung Sommerwurzen (Orobanche) innerhalb der Familie der Sommerwurzgewächse (Orobanchaceae).

## Beschreibung

### Vegetative Merkmale
Die Gamander-Sommerwurz ist eine ausdauernde krautige Pflanze, die Wuchshöhen von 10 bis 30 Zentimetern erreicht. Der hellgelbe Stängel besitzt relativ wenige Blattschuppen.

### Generative Merkmale
Die Blütezeit erstreckt sich von Juni bis Juli. Relativ wenige Blüten sind in einem ährigen Blütenstand locker angeordnet. Die Tragblätter sind 2/3 bis fast so lang wie die Blüte.
Die zwittrige Blüte ist zygomorph mit doppelter Blütenhülle. Die Kelchzähne sind dreieckig. Die hellbraune bis violette Blütenkrone ist meist 20 bis 27 (18 bis 30) Millimeter lang. Die Blütenkrone besitzt einen geraden Rücken, ist vorne abgebogen. Der Mittelzipfel der Unterlippe ist größer als die seitlichen. Die ungeteilte Oberlippe besitzt helle Stieldrüsen. Die über dem Grund der Krone eingefügten und 3 bis 6 Millimeter langen Staubfäden sind an ihrer Basis behaart und am oberen Ende drüsig behaart, und sie sind an der Anhaftungsstelle (3 bis 5 Millimeter oberhalb der Basis) von einem hellen mondförmigen Fleck umgeben. Die Narbe ist braun bis purpurfarben.
Die Chromosomenzahl beträgt 2n = 38.

## Ökologie
Die Gamander-Sommerwurz ist ein Vollschmarotzer auf beispielsweise Edel-Gamander (Teucrium chamaedrys)  und Berg-Gamander (Teucrium montanum) Thymus spec. und Satureja spec.

## Vorkommen
Die Hauptverbreitungsgebiete der Gamander-Sommerwurz sind das Zentralmassiv (Frankreich), die Alpen, der Französische und Schweizer Jura und die Schwäbische Alb. Außerhalb dieser isolierten Teilareale gibt es nur wenige, sehr zerstreute Vorkommen, die nach Osten bis nach Rumänien und die Ukraine reichen, nach Norden bis etwa zum 50. Breitengrad. Die nördlichsten Vorkommen in Deutschland liegen in der Eifel. Es gibt Fundortangaben für die Länder Algerien, Spanien, Frankreich, Belgien, Deutschland, Österreich, die Schweiz, Italien, Slowenien, Tschechien, Ungarn, die Slowakei, Serbien, Kroatien, Bosnien und Herzegowina, Bulgarien, Rumänien, Albanien, Belarus sowie die Ukraine.
Die Gamander-Sommerwurz besiedelt Halbtrockenrasen und Trockenrasen, seltener lichte Trockengebüsche, vorzugsweise auf kalkhaltigen Lehm- oder Lößböden. Sie ist in Mitteleuropa eine Charakterart des Verbands Xerobromion.
Die ökologischen Zeigerwerte nach Landolt et al. 2010 sind in der Schweiz: Feuchtezahl F = 1 (sehr trocken), Lichtzahl L = 4 (hell), Reaktionszahl R = 4 (neutral bis basisch), Temperaturzahl T = 4 (kollin), Nährstoffzahl N = 2 (nährstoffarm), Kontinentalitätszahl K = 4 (subkontinental).

## Taxonomie
Die Erstbeschreibung von Orobanche teucrii erfolgte 1829 durch Jean Holandre in Fl. Moselle, 2, S. 322.